# Chrysolina koktumensis
Chrysolina koktumensis es un coleóptero de la familia Chrysomelidae.
Fue descrita científicamente en 1987 por Lopatin & Kulenova.